# Cendiuna cendira
Cendiuna cendira là một loài bọ cánh cứng trong họ Cerambycidae.